# Ihor Pinčuk
Ihor Pinčuk, en Ucraniano:Ігор Борисович Пінчук (nacido el 11 de octubre de 1967 en Kiev, Ucrania) es un exjugador de baloncesto soviético. Consiguió 1 medalla en competiciones internacionales con la Unión Soviética.

## Trayectoria
- SKA Kiev (1984-1988)
- BC Budivelnyk  (1988-1993)
- BC Prievidza (1993-1994)
- BK Iskra Svit (1994-1997)
- BC Budivelnyk  (1997-1998)
- Schwelmer Baskets (1998-2005)